# Silkesvårtkaktus
Silkesvårtkaktus (Mammillaria bocasana) är en suckulent växt inom släktet Mammillaria och familjen kaktusväxter. Arten beskrevs av Heinrich Poselger 1853. De krokformade taggarna på denna kaktus brukar användas för att tillverka fiskkrokar av lokalbefolkningen i Mexiko.

## Referenser

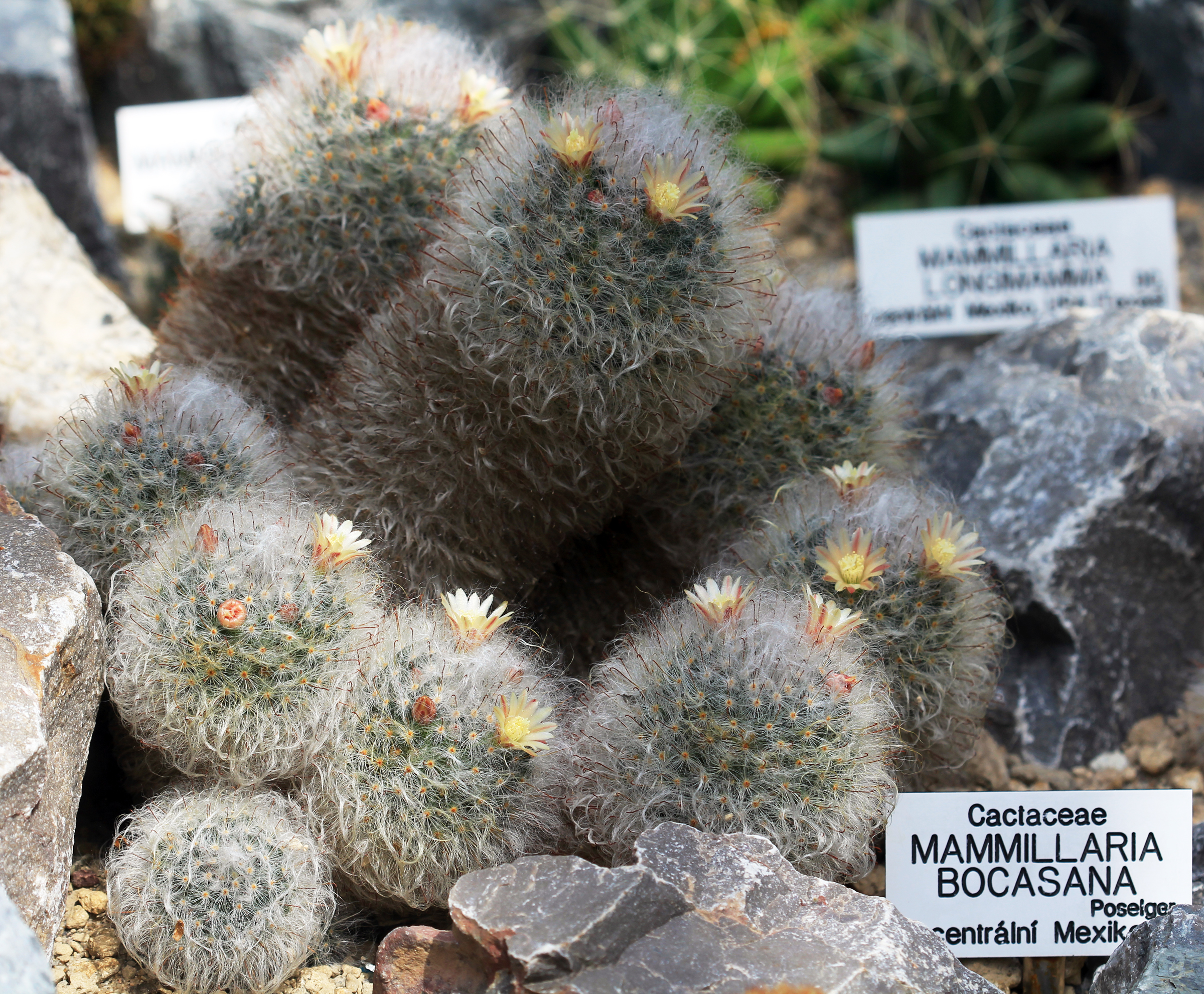
In Prague Botanical garden